# Specchio

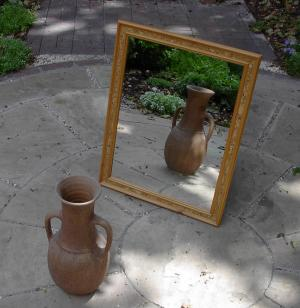
Uno specchio che riflette l'immagine di un vaso.

Uno specchio è un oggetto che riflette le immagini. La luce che “rimbalza” su uno specchio mostra un'immagine di ciò che si trova di fronte ad esso, se messa a fuoco dall'umano attraverso la lente dell'occhio o una fotocamera. Gli specchi invertono la direzione dell'immagine in un angolo uguale ma opposto da cui la luce risplende su di essa. Ciò consente allo spettatore di vedere se stesso e gli oggetti dietro di sé o fuori dal suo campo visivo. La sua superficie riflettente è levigata al punto che la luce riflessa mantiene il suo parallelismo, secondo la legge di riflessione, e quindi può emergere un'immagine definita; contrariamente a quanto accade con una superficie riflettente ruvida la quale riflette la luce in ogni direzione.
Gli specchi naturali sono esistiti fin dalla preistoria, come la superficie dell'acqua, ma le persone hanno fabbricato specchi da una varietà di materiali per migliaia di anni, come pietra, metalli e vetro. Negli specchi moderni, metalli come l'argento o l'alluminio sono spesso utilizzati per la loro elevata riflettanza, applicati come rivestimento sottile su vetro a causa della sua superficie naturalmente liscia e molto dura.
Il tipo più noto è lo specchio piano, di uso quotidiano, ma specchi di diverse forme sono usati in molte applicazioni come, ad esempio, specchi curvi adatti alla concentrazione di radiazione solare per generare calore.

## Caratteristiche ottiche

### Considerazioni generali
L'immagine vista attraverso uno specchio è detta virtuale, in quanto sembra provenire da una direzione diversa rispetto all'oggetto e non può essere proiettata su uno schermo.
In uno specchio piano un fascio di raggi luminosi paralleli viene deviato ma si mantiene il parallelismo dei raggi. Ciascun raggio che colpisce lo specchio viene riflesso di un angolo identico a quello di incidenza. Per esempio se un raggio giunge con una angolazione di 30° rispetto alla verticale del punto di incidenza, esce con un angolo di 30° dalla parte opposta alla verticale.
Oltre allo specchio piano esistono specchi parabolici concavi, in cui un fascio di raggi luminosi parallelo all'asse di simmetria subisce una riflessione che manda tutti i raggi in un punto dell'asse detto fuoco.
Esistono poi specchi sferici convessi, in cui i raggi luminosi paralleli vengono fatti divergere, con un punto di intersezione apparente all'interno della sfera. Guardando in questi specchi si vede all'interno della sfera una riproduzione in miniatura del mondo circostante.

Si noti che gli specchi sferici, sia concavi che convessi, non hanno un punto focale ben definito, ma soffrono del problema noto come aberrazione sferica.

### Inversione sinistra-destra

Funzionamento dello specchio:
1.Oggetto osservato
2.Raggi di luce
3.Superficie riflettente
4.Osservatore
5.Immagine virtuale

Contrariamente a quanto creduto comunemente, lo specchio non capovolge le immagini da destra a sinistra e viceversa, ma tra fronte e retro . I raggi di luce riflessi sono capovolti nella loro direzione ma il loro moto verso destra o sinistra oppure verso l'alto o il basso rimane inalterato.
Il motivo per cui percepiamo l'inversione destra-sinistra è che l'immagine virtuale essendo un enantiomero dell'immagine reale differisce da essa per l'inversione di uno qualsiasi degli assi. Anche se nel caso particolare dello specchio l'asse invertito è quello fronte-retro la nostra struttura fisica grossolanamente simmetrica rispetto all'asse destra-sinistra ci porta ad associare l'inversione all'asse sbagliato.
È possibile uscire dall'illusione, rompendo la grossolana simmetria destra-sinistra, tenendo due oggetti diversi nelle mani destra e sinistra, ad esempio un cubo nella destra e una sfera nella sinistra; ora, mettendosi davanti a uno specchio apparirà chiaro come gli assi cubo-sfera e piedi-testa non vengano variati dalla riflessione, e come sia l'asse fronte-retro a essere invertito.
È facile anche confutare la vecchia, ma sbagliata, argomentazione secondo la quale l'inversione sinistra-destra sia dovuta all'allineamento orizzontale degli occhi. Basta porsi davanti a uno specchio con un occhio chiuso per scoprire come il numero e la posizione degli occhi sia ininfluente. Inoltre, secondo questa argomentazione errata, distendendosi davanti a uno specchio sufficientemente ampio si dovrebbe invertire l'alto con il basso, ma è facile verificare che questo non accade.
Si può cercare ulteriore conferma in uno specchio che inverta alto con basso, essendo montato sul soffitto o sul pavimento.
Ironicamente, la posizione dei nostri occhi non ci permette in alcun caso di utilizzare uno specchio che inverta realmente destra e sinistra; questo è invece possibile per i bovini (ad esempio le mucche), e molti altri mammiferi erbivori e uccelli non predatori, che hanno gli occhi posti ai lati della testa.

## Storia e fabbricazione
I primi specchi realizzati nell'antichità erano semplici lastre di metallo, spesso argento, rame o bronzo, perfettamente lucidate.
Nel XIV secolo a Venezia in particolare a Murano si producevano specchi unendo una lastra di cristallo lucidato con fogli di stagno e mercurio: i sottili strati di stagno venivano uniti al vetro tramite un bagno di mercurio ed esercitando pressione; tale processo era costoso e complesso, rendendo lo specchio un prodotto di lusso. I famosi specchi veneziani si diffusero nei palazzi nobiliari e nelle regge. Nel 1634 gli artisti di Murano diedero un contributo fondamentale per la creazione della Galleria degli Specchi di Versailles.
Nella seconda metà del XIX secolo il costo degli specchi è radicalmente calato grazie ad un nuovo processo messo a punto da Justus von Liebig, l'argentatura: tramite una soluzione di nitrato di argento, ammoniaca e acido tartarico, al vetro si fissano minutissime particelle di argento, che veniva successivamente ricoperto da gommalacca.
Oggi gli specchi consistono in una lastra di vetro su cui è deposto un sottile strato di argento o alluminio, fissato al vetro mediante processi chimici. Lo strato metallico è deposto sul lato opposto a quello riflettente ed è ricoperto da una vernice a scopo protettivo. In questo modo il delicato rivestimento è protetto dal vetro stesso, ma si ha una seconda riflessione minore causata dalla superficie frontale del vetro. Questo tipo di specchi riflette circa l'80% della luce incidente. Le moderne tecnologie hanno inoltre permesso di reintrodurre la produzione di specchi di metallo, specialmente come oggetti di design, o per motivi di sicurezza negli specchi stradali (specchi di acciaio inox lucidato sino a che appaia come se fosse uno specchio tradizionale di vetro).
Un altro tipo di specchi sono gli specchi in prima superficie, i quali espongono lo strato di metallo riflettente direttamente sulla superficie del vetro a differenza dei tradizionali specchi in cui lo strato di metallo riflettente è deposto "dietro" al vetro, vengono solitamente impiegati nelle macchine fotografiche, nei proiettori e nei telescopi poiché non presentano quella debole riflessione secondaria caratteristica degli specchi tradizionali. Questi specchi vengono prodotti per alluminatura, che consiste nello scaldare l'alluminio sotto vuoto fino a farlo evaporare, in modo che possa andarsi a condensare sulla lastra di vetro che viene predisposta al di sopra. 

## Impieghi e tipi

### Per specchiarsi

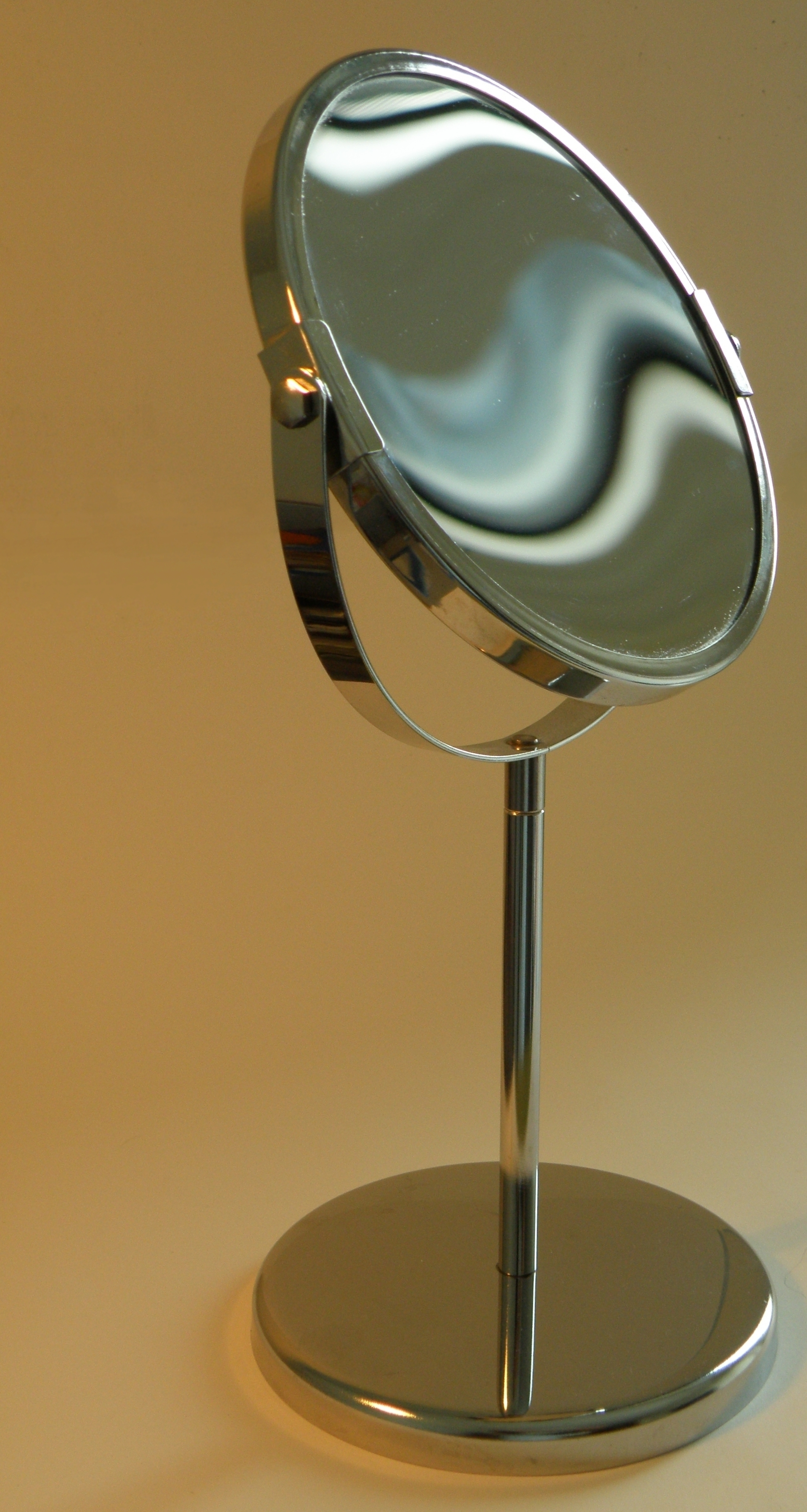
Comune specchio da trucco ingrandente.

L'utilizzo più intuitivo dello specchio è per specchiarsi, ovvero vedere l'immagine del proprio corpo, il proprio aspetto. Prima dell'invenzione dello specchio l'unico modo di conoscere la propria immagine era di guardarsi riflesso in acqua stagnante.

#### Autoriconoscimento
Riconoscere come se stessi l'immagine di sé riflessa in uno specchio è una capacità che posseggono solo alcune specie biologiche, tra cui l'uomo, alcuni altri mammiferi (grandi scimmie antropomorfe, delfini, elefanti) e alcuni uccelli (gazza).
Questa capacità si sviluppa nell'uomo tra i 15 e i 24 mesi di età, mentre per le altre specie il periodo di sviluppo di tale capacità può essere differente (nelle scimmie antropomorfe essa viene sviluppata in età adulta).
Secondo gli studi di Jacques Lacan, lo specchio è il primo elemento che aiuta il bambino nella formazione dell'Io. Prima dei sei mesi il bambino, posto di fronte allo specchio, non si identifica con il riflesso, pensa che sia un  altro. Tra i sei e i diciotto mesi, nel periodo definito fase dello specchio, il bambino elabora un abbozzo dell'Io, fino a identificare l'altro (ovvero ciò che vede nello specchio) come propria immagine.
L'incapacità di riconoscere il proprio volto nello specchio è un raro deficit che si manifesta in pazienti con danni neurologici e viene chiamato "segno dello specchio".

#### Cosmesi
Lo specchio inoltre è uno strumento e un simbolo fondamentale per la cosmesi e la cura dell'aspetto esterno del corpo, in particolare del viso. Esistono vari formati di specchio per cosmesi, tra cui principalmente si distinguono le seguenti tipologie. 
- Specchio a mano o "a manico", usati sin dall'Età Antica e dapprima realizzati con un disco in bronzo levigato e manico in legno o anche in bronzo, poi, dall'età tolemaica, anche in vetro ricoperto da foglia d’oro, di stagno o, più spesso, di piombo; sul verso erano presenti incisioni con motivi vari, spesso mitologici.
- Specchio da borsetta o portatile (spesso utilizzato per aggiustare o controllare lo stato del trucco), usati sin dall'Età Antica: quelli greci erano costituiti da due pezzi uniti da cerniera, e si chiudevano per evitare di graffiare la superficie riflettente.
- Specchio da tavolo o "a sostegno", usati sin dall'Età Antica, con sostegno realizzato a figura umana o a motivo architettonico.
- specchio da parete, diffusosi dal XV secolo in poi come oggetto d'arredo e costituito da una lastra vitrea di forma e dimensioni variabili, con cornice, a mo' di quadro.
- Specchio da toletta, diffusosi sempre dal XV secolo in poi, inserito in mobili adibiti alla toletta quotidiana, come nella "psiche".
- Specchio da armadio, installato all'interno di un'anta e utilizzato anch'esso per la toletta quotidiana, con il vantaggio delle maggiori dimensioni che consentono di rispecchiare la figura umana intera.

### Negli strumenti ottici

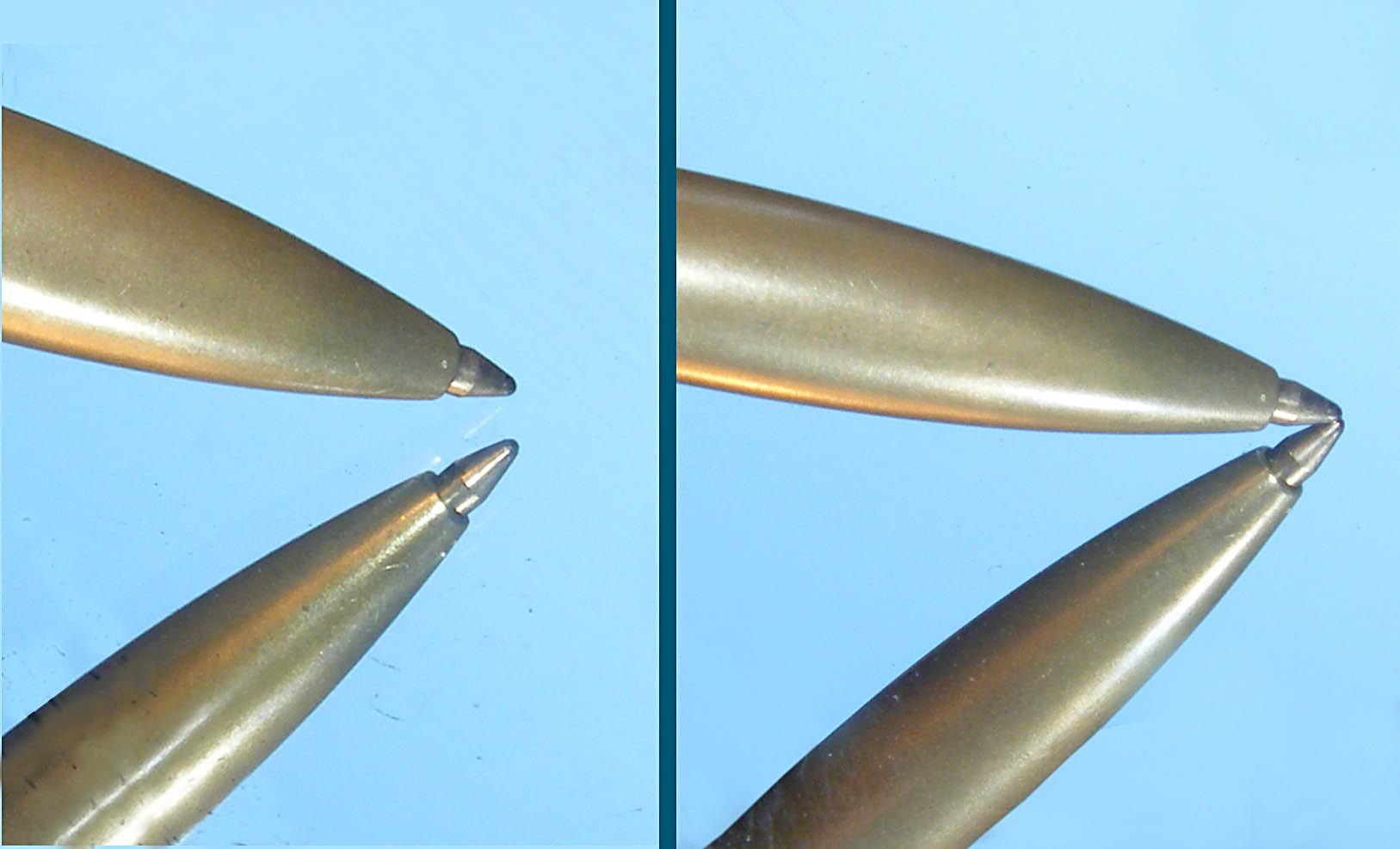
In entrambe le immagini l'oggetto è a contatto con il vetro. Si noti la differenza di riflessione tra uno specchio normale (a sinistra) e uno alluminato. Nel secondo caso, non vi è lo spazio tra l'oggetto e la sua immagine riflessa, corrispondente a due volte lo spessore del vetro.

Nei telescopi e altri strumenti sofisticati sono impiegati specchi ad alluminatura frontale, in cui cioè lo strato metallico è applicato dal lato riflettente del vetro. Questo elimina le doppie riflessioni e aumenta al 90-95% la proporzione di luce riflessa (a specchio nuovo), ma nello stesso tempo impone attenzioni nel maneggiare il delicato oggetto.
A volte è impiegato l'argento ma più spesso l'alluminio, che riflette meglio a lunghezze d'onda minori, applicati in camere a vuoto. Spesso viene deposto anche uno strato protettivo sopra quello riflettente per prevenirne l'ossidazione e la corrosione. Il rivestimento necessita di essere rifatto periodicamente per mantenere elevate prestazioni, per questo gli osservatori astronomici dispongono a volte di laboratori di alluminatura.
La riflettività di uno specchio è misurata con il riflettometro, ed è funzione della lunghezza d'onda impiegata e dal metallo. A volte si parla a questo proposito di specchi caldi o freddi. Lo specchio freddo riflette la luce visibile mentre è trasparente ai raggi infrarossi, mentre lo specchio caldo fa esattamente il contrario, riflettendo i raggi infrarossi. Nelle lampade alogene di tipo dicroico uno specchio riflettore freddo riflette la luce visibile in un fascio utile, mentre i raggi infrarossi inutili attraversano il riflettore e si disperdono sul retro della lampada.
Per applicazioni scientifiche particolari, per esempio nei laser, sono spesso usati specchi dielettrici, in cui sul vetro o più spesso altri materiali, è depositato uno strato di materiale dielettrico. selezionando opportunamente il materiale e il suo spessore, si può predeterminare lo spettro luminoso riflesso e la riflettività. I migliori specchi di questo tipo arrivano a riflettere il 99,999% della luce incidente (in una gamma limitata di lunghezze d'onda).

### Per aumentare la visibilità e la sicurezza
In tutti gli automezzi è presente uno o più specchi retrovisori, per permettere al guidatore di vedere i veicoli che lo seguono.
Esistono anche occhiali da sole con piccoli specchi retrovisori installati ai lati.
Gli specchi convessi, invece, sono elementi complementari della segnaletica stradale. Vengono collocati solitamente dalla parte opposta di incroci o passi carrai presentanti "angoli ciechi", ossia porzioni di carreggiata la cui visibilità è fortemente ridotta a causa di ostacoli di varia natura, quali alberi, muri, pilastri, recinzioni e curve particolarmente strette, che non permettono agli automobilisti di vedere il fondo della strada. Lo stesso tipo di specchi è usato nei magazzini e negozi per sorvegliare aree più ampie, anche come ausilio per le telecamere a circuito chiuso.
Un sistema costituito da due specchi consente di guardare una scena senza esporsi direttamente. Tale strumento, usato nei sommergibili e nei carri armati, è detto periscopio.

### Gli specchi semiriflettenti o bidirezionali
Gli specchi semiriflettenti o semitrasparenti (o anche specchi semi o parzialmente argentati) sono così chiamati perché riflettono circa la metà della luce incidente, lasciando trasparire la restante. Sono realizzati deponendo sul vetro uno strato metallico spesso solamente poche decine di atomi. La trasmissione avviene in entrambi i sensi, per cui è necessario che il lato non riflettente sia rivolto verso una stanza buia perché lo specchio appaia come un normale specchio riflettente dall'altro lato. Una persona dal lato illuminato può specchiarsi e non vede dall'altro lato, mentre dalla stanza oscurata è possibile vedere nella prima stanza. È usato quindi dalla polizia per osservare nascostamente i sospetti o nei negozi per controllare i clienti.
Lo stesso specchio è usato in alcuni strumenti scientifici, dove è chiamato specchio semiargentato, per dividere in due un fascio luminoso. È usato in particolare nell'interferometro.

## Lo specchio nella cultura e nella simbologia

### Con funzione artistica e decorativa
Sugli alberi di Natale si usa collocare come decorazione sfere di vetro o altro materiale metallizzato, che agiscono come specchi sferici.
Specchi piani curvati in vario modo sono usati per distorcere grottescamente le immagini e divertire il pubblico nei parchi di divertimento.

### Per inviare segnali

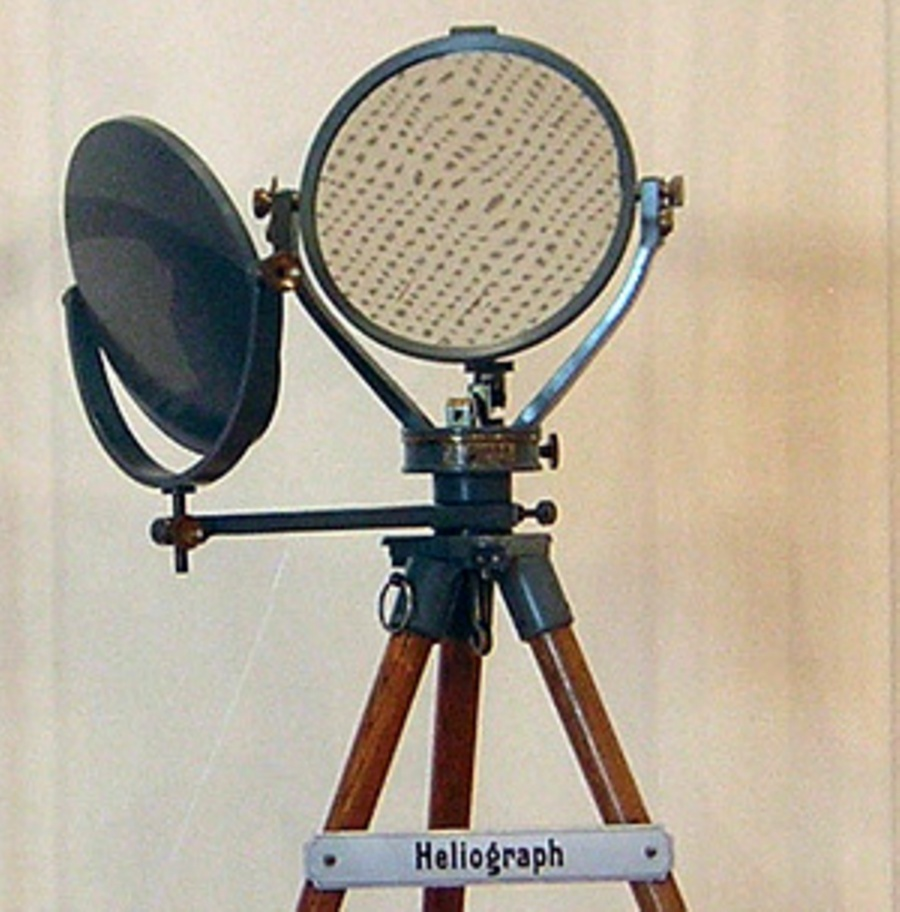
Eliografo tedesco esposto al Museo della Comunicazione di Francoforte.

Utilizzando uno specchio è possibile riflettere la luce solare per inviare segnali luminosi su lunghe distanze, anche 60 km nelle giornate serene. La tecnica era usata da tribù di nativi americani e diversi eserciti utilizzando uno strumento chiamato eliografo.

### Come arma
Secondo alcuni antichi autori storici, Archimede utilizzò degli specchi ustori per incendiare le navi romane durante l'assedio di Siracusa, anche se, con tutta probabilità, si tratterebbe solamente di una leggenda, a causa dell'impossibilità tecnica, per l'epoca, di costruire un'arma di tale portata e potenza.

### Nello Shintoismo
Lo specchio è il simbolo più comune nello shintoismo, in un santuario può divenire un oggetto di culto.
Riflette una luce pura che mostra ogni cosa come appare. Esso simboleggia la mente senza macchia dei kami e allo stesso tempo è considerato l'incarnazione simbolica della fede dell'adorante nei confronti del kami.

### Gallerie degli specchi
Sontuose gallerie degli specchi si trovano nella reggia di Versailles, nella reggia di Venaria Reale, nel Palazzo Reale (Genova) nonché nel Palazzo Spinola, sempre a Genova.

### In letteratura
Lo specchio è centrante nel racconto Il naso di Gogol, nel racconto Lo strano caso del dottor Jekyll e del signor Hyde di Stevenson nella scena in cui il dottore vede nello specchio il malefico Mr Hyde prendere posto nel suo corpo, nonché il romanzo Uno, nessuno e centomila di Luigi Pirandello, nel quale il protagonista Vitangelo Moscarda è in grado di constatare che il suo naso è “inestetico” guardandosi allo specchio, atto da cui nasce tutta la sua seguente pazzia. Nella letteratura barocca lo specchio è presente quale segno dell'intrecciarsi di dimensione reale e dimensione virtuale, tema ricorrente all'epoca, ma è anche simbolo di bellezza, precarietà, fugacità del tempo. Nella fiaba di Biancaneve è lo “specchio servo delle mie brame” a rivelare alla regina l’esistenza di Biancaneve nel regno, una giovane più bella persino di lei; fatto che porta la donna a consumarsi di invidia.

### Nell'arte
Nella rocca di Fontanellato (Parma) esiste una particolare camera ottica nella quale un apparecchio e un ingegnoso sistema di specchi permettono di vedere riflessa la piazza del paese.
Due camere ottiche che permettono una visione dell'esterno si trovano anche nel Museo Revoltella a Trieste.
Lo specchio riveste importante funzione in vari capolavori della pittura, tra cui il Ritratto dei coniugi Arnolfini di van Eyck,  Las Meninas di Velázquez e Donna allo specchio di Tiziano Vecellio.